# The Turn of a Friendly Card (nummer)
The Turn of a Friendly Card is een suite van The Alan Parsons Project. Het nummer bestaat uit vijf min of meer losse onderdelen en neemt de volledige elpeekant 2 in beslag. Het duurt 16:24 minuten, waarbij sommige onderdelen in elkaar overlopen.
De suite bestaat uit:
1. The turn of a friendly card (part 1) (zanger Rainbow) (2:40)
2. Snake eyes (zanger Rainbow) (3:18)
3. The ace of swords (2:58)
4. Nothing left to lose (zanger Woolfson) (4:05)
5. The turn of a friendly card (part 2) (zanger Rainbow) (3:21)

The Turn of a Friendly Card gaat over de entree die de gokker maakt in het casino met chagrijnige gezichten en het eeuwig draaiende roulettewiel. De verslaving is duidelijk hoorbaar: "The game never ends when your whole world depends on the turn of a friendly card". Parsons vergeleek de verhouding spel en speler met religie en pelgrimage. De speler gaat het casino binnen; de pelgrim de kathedraal.
Snake eyes is een term uit het dobbelen en staat voor twee dobbelstenen met ieder één oog naar boven. De verslaving is hier het duidelijkst te horen: "Give me just one minute more, it's gonna be all right".
The ace of swords is een instrumentale track.
Nothing left to lose: de gokker is berooid. Het venijn zit hem in de staart van het lied. Waar telkens wordt gezonden "Nothing left to lose", luidt de laatste tekst nog slechts "Nothing left". Het outro lijkt een verwijzing naar Bloody Tourist van 10cc.
The Turn of a Friendly Card, Part 2 is een gedeeltelijke herhaling van deel 1 met een instrumentaal outro. "Part 2" werd uitgebracht als single en werd als zodanig een bekende radiohit in Europa die bovendien sinds 2003 onafgebroken in de NPO Radio 2 Top 2000 staat, met een 132e plaats in 2003 als hoogste notering.      

## Musici
- zangers: zie tracks
- gitaren - Ian Bairnson
- basgitaar – David Paton
- toetsinstrumenten - Eric Woolfson en Alan Parsons
- slagwerk – Stuart Elliot
- het Münich Chamber Opera Orchestra leider Eberhard Schoener onder leiding van Andrew Powell